# Troszyn (Mieszkowice)
Troszyn (deutsch: Trossin) ist ein Dorf in Polen im Powiat Gryfiński der Woiwodschaft Westpommern.

## Geographie
Der Ort befindet sich in der ehemaligen Brandenburger Neumark.

## Geschichte

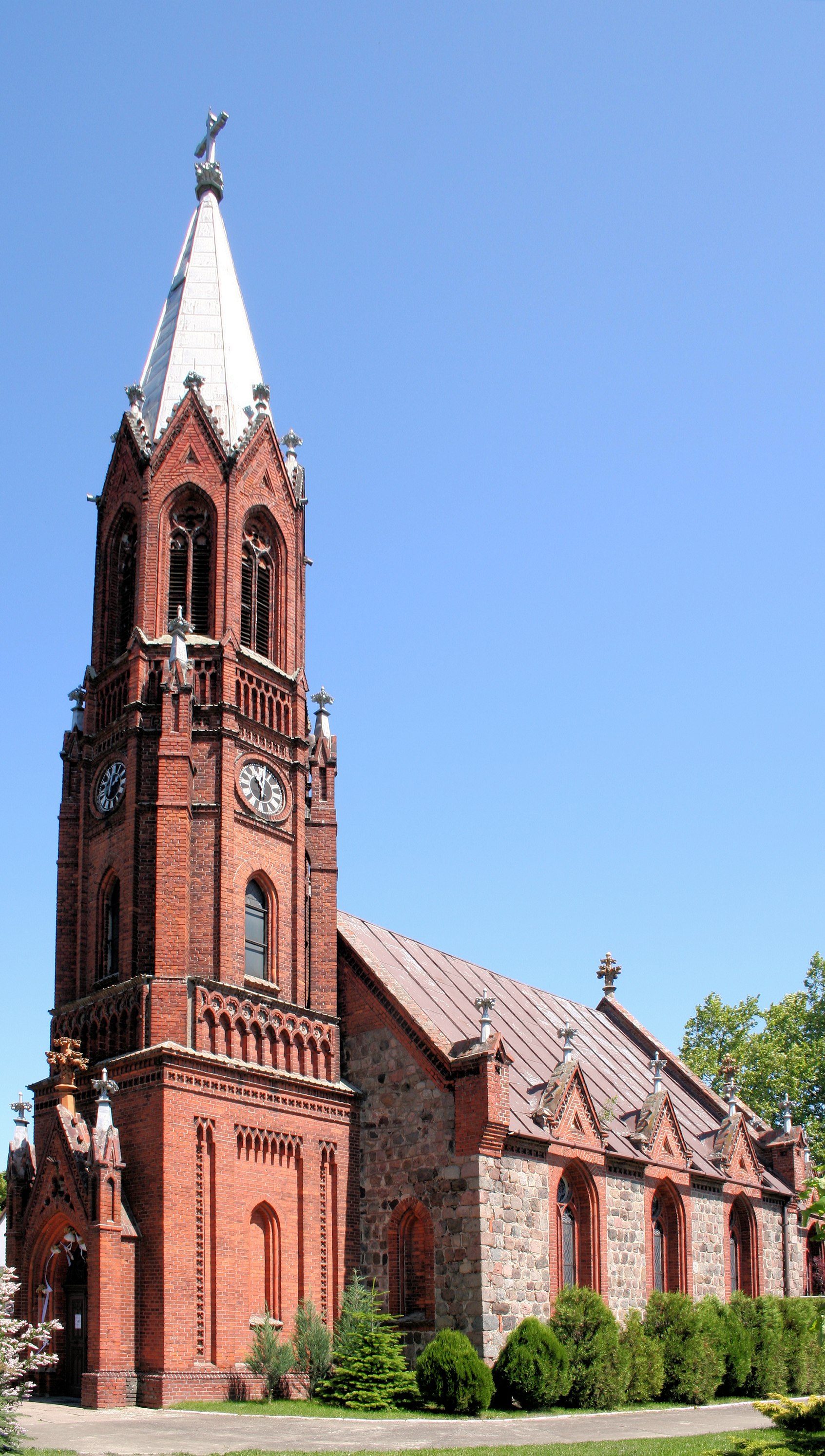
Kirche in Trossin (2009)

Das Rittergut des Ortes war im Besitz der Familie von Sydow, 1754 besaß es die Familie von Wedell, danach ein Herr von Blankensee. Ein Graf Finck von Finckenstein, gleichfalls ein Dragoner im Dragoner-Regiment „Freiherr von Derfflinger“ (Neumärkisches) Nr. 3 in Bärwalde wie der von Blankensee, kaufte das Rittergut 1804, aber bereits 1808 ging es an einen Grafen von Voß.
Graf Günther Finck von Finckenstein erbte 1871 das Rittergut Trossin vom Graf von Voß. Zu dieser Zeit umfasste das Gut eine Fläche von ca. 38.000 Morgen.
Bis 1945 lag das Dorf im Landkreis Königsberg (Neumark), Regierungsbezirk Frankfurt in der Provinz Brandenburg. Zum Ort gehörte der Ortsteil Kapernaum (Kępa Trorzyńska).
Die Selliner und Trossiner Landsmannschaft trifft sich seit 1980 in Lübbecke.

### Einwohnerentwicklung
| Jahr          | 1933 | 1939 |
| Einwohnerzahl | 398  | 374  |

## Sehenswürdigkeiten
- die Kirche aus Ziegeln und Feldsteinen aus dem 13. Jahrhundert mit Turm von 1876[5]

## Verweise